# Col de Sainte-Anne (Bouches-du-Rhône)
Pour les articles homonymes, voir Col de Sainte-Anne.
Le col de Sainte-Anne est un col à 425 mètres d’altitude dans le département français des Bouches-du-Rhône.

## Géographie
Il relie La Roque-d'Anthéron à Lambesc par la chaîne des Côtes.

## Activités
Il est connu des cyclistes pour son versant nord qui fait 4,8 kilomètres de long avec une pente moyenne de 5,4 % et une pente maximale de 21 %. Le col de Sainte-Anne a été parcouru lors de la sixième étape de Paris-Nice 2016 et a été franchi en tête par Antoine Duchesne.